# 地獄の門 (映画)
『地獄の門』（じごくのもん、原題：Paura nella città dei morti viventi）は、ルチオ・フルチ監督のゾンビ物ホラー映画。
1980年のイタリア映画。アメリカでの公開タイトルは『THE GATES OF HELL』。日本では劇場未公開、ビデオ・DVD発売。

## 概要
フルチが『サンゲリア』に続いて発表したゾンビ映画第2弾。脳が飛び散り、口から内臓が噴き出し、頭をドリルが貫通し、ウジの大群が降り注ぎと、フルチの作品の中でも過激な残酷描写で有名である。
『ビヨンド』に先立ち、「現世と死者の世界を隔てる境界が徐々に崩れて、死者が生者を襲い始める」というプロットを扱っている。登場するゾンビは半分悪霊のような存在で、突然消えたり現れたりするのが特徴。舞台となる「ダンウィッチ」は、ラヴクラフトによる『ダンウィッチの怪』などクトゥルフ神話作品に登場するアメリカの田舎町と同名である。
主演のカトリオーナ・マッコールは、日本映画（ただし日本人はプロデューサーと原作者だけ）『ベルサイユのばら』（1979年）でオスカル役を演じた美人女優。この後、立て続けにフルチの『ビヨンド』『墓地裏の家』にも主演している。
『ルチオ・フルチ映画祭2011』と題してシネマート新宿にて2011年7月16日から１週間開催され『地獄の門』『ビヨンド』ほかフルチ監督の作品計7作品が上映された。

## あらすじ
ダンウィッチ。地図にも載っていないこの小さな町である日、トーマス神父（ファブリツィオ・ジョヴィーネ）が首を吊って自殺した。以来、町では奇妙な出来事が相次ぐようになった。キリスト教の戒律に反する自殺を神父が行うという神への冒瀆行為により、町では地獄の門が開かれようとしていたのだ。万聖節の夜までに門を閉じなければ、悪霊が世界にはびこり、人類は死滅してしまう。事件を霊視した霊媒師マリー（カトリオーナ・マッコール）は、新聞記者ピーター（クリストファー・ジョージ）と共にダンウィッチへ向かう。

## 特殊メイク及び特殊効果
監督のルチオ・フルチは当初、『サンゲリア』の特殊メイクを担当したジャンネット・デ・ロッシの続投を望んだ。しかし本作では『サンゲリア』のプロデューサーが手を引き、企画が別の製作者に委ねられた関係上から、かつてエットレ・スコーラ監督の″La più bella serata della mia vita″（1972）でジャンネット・デ・ロッシとともにメイクアップを手がけたフランコ・ルフィーニが特殊メイクを担当することになった。ルフィーニはそれまでジュリアーノ・モンタルドやアルベルト・ソルディの映画でメイクアップを担当しており、ホラー映画の経験は無かった。本作では『サンゲリア』で特殊メイクのアシスタントについたロザリオ・プレストピーノがルフィーニのアシスタントにつき、ジャンネット・デ・ロッシの腐乱死体を思わせるメイクアップとは全く異なる、ケロイド状の皮膚の質感によるゾンビの顔を作り上げた。
本作以降のルフィーニはフルチ監督のファンタジー映画『SFコンクエスト/魔界の制圧』（1983）でも特殊メイクを手がけるが、全体としてホラー映画での特殊メイクは少なく、主にプピ・アヴァティ監督作品でのメイクアップで知られている。アシスタントのプレストピーノはダリオ・アルジェント製作映画の特殊メイクアーティストとなり、『デモンズ』（1985）や『オペラ座/血の喝采』（1987）で特殊メイクを手がけた。
ドリルでの殺人シーンのトリック撮影や、口から内蔵を吐き出すシーンでのダミーヘッドの制作は、ジーノ・デ・ロッシが手がけた。ジーノはジャンネットとは別人の特殊効果技師であり、主にダミー人形の制作や火薬を用いた爆発、火災シーンの特撮で知られている。

## スタッフ
- 監督：ルチオ・フルチ
- 製作：ジョヴァンニ・マッシーニ 、ロベルト・E・ワルナー
- 脚本：ルチオ・フルチ、ダルダノ・サッケッティ
- 撮影：セルジオ・サルヴァーティ
- 特殊視覚効果：ジーノ・デ・ロッシ
- 特殊メイク：フランコ・ルフィーニ
- 美術・衣装：マッシモ・アントネッロ・ジェレング
- 音楽：ファビオ・フリッツィ

## キャスト
- ピーター：クリストファー・ジョージ
- メアリー：カトリオーナ・マッコール
- サンドラ：ジャネット・アグレン
- ジェリー：カルロ・デ・メイヨ
- エミリー：アントネッラ・インテルレンギ
- ボブ：ジョヴァンニ・ロンバルド・ラディーチェ
- ローズ：ダニエラ・ドリア
- トーマス神父：ファブリツィオ・ジョヴィーネ
- ジョン＝ジョン：ルカ・ヴェナンティーニ
- トミー：ミケーレ・ソアヴィ
- ロス氏：ヴェナンティノ・ヴェナンティーニ
- 警察官：ルチアーノ・ロッシ